# Home Sweet Home (serie de TV)
Home Sweet Home (en hangul, 즐거운 나의 집; romanización revisada, Jeulgeowoon naui jib), también conocida como My Sweet Home y en español como Mi dulce hogar, es una serie de televisión surcoreana de misterio y melodrama emitida desde el 27 de octubre hasta el 23 de diciembre de 2010 por MBC.

## Detalles
- Título: 즐거운 나의 집 / Jeulgeowoon Naui Jib
- Título en inglés: Home Sweet Home
- También conocida como: My Happy Home / My Sweet Home
- Género: misterio, melodrama
- Episodios: 16
- Cadena: MBC
- Periodo de emisión: 27 de octubre de 2010 a 23 de diciembre de 2010
- Horario: miércoles y jueves 21:55
- Banda sonora: Home Sweet Home OST

## Sinopsis
Jin Seo y Yoon Hee son compañeras de clase de la escuela secundaria y rivales cuyos diferentes antecedentes familiares formaron sus caracteres y sus caminos hacia el amor y el éxito en la edad adulta. Jin Seo desarrolla una personalidad cálida y alegre así como una capacidad intelectual superior, mientras Yoon Hee se convierte en una mujer hermosa con un encanto fatal. Sin embargo, Jin Seo acaba siendo una madre soltera y divorciada que está siendo investigada, junto con su ex-marido, por su participación en un caso de asesinato. El proceso se complica cuando el joven detective que investiga el homicidio se interesa románticamente por ella.

## Reparto
- Kim Hye Soo como Jin Seo
- Hwang Shin Hye como Yoon Hee
- Shin Sung Woo como Sang Hyun
- Lee Sang Yoon como Detective Shin Woo
- Yoon Yeo Jung como hermana de Yoon Hee
- Kim Kap-soo como Sung Eun-pil, el esposo de Yoon Hee - (cameo)
- Lee Eui Jung como Jin Hae (hermana de Jin Seo)
- Song Young Kyu como Heo * Young Min (madre de Jin Hae)
- Jung Hye Sun como Park Dool Nam (suegra de Jin Seo)
- Nam Da Reum como Lee Min Jo (hijo de Jin Seo)
- Jung Joo Eun como Han Hee Soo
- Lee Seol Ah como Sung Eun Jae
- Choi Soo Rin como Jo Soo Min
- Lee Jung Sung como Lawyer Go
- Jung Won Joong como Tak Kyung Hwan
- Jung Jin Gak como Woo Jang * Soon
- Song Min Hyung como Choi Byung Dal
- Han Min Chae como Conservador Choi

## Producción
- Productor: Han Hee
- Director: Oh Kyung Hoon, Lee Sung Joon
- Guionista: Yoo Hyun Mi

## Audiencia
| 01       | 27 de octubre de 2010   | 4.8  | (<7.1) |
| 02       | 28 de octubre de 2010   | 4.8  | (<7.1) |
| 03       | 3 de noviembre de 2010  | 4.8  | (<7.1) |
| 04       | 4 de noviembre de 2010  | 4.8  | (<7.1) |
| 05       | 10 de noviembre de 2010 | 4.8  | (<7.1) |
| 06       | 11 de noviembre de 2010 | 4.8  | (<7.1) |
| 07       | 17 de noviembre de 2010 | 4.8  | (<7.1) |
| 08       | 24 de noviembre de 2010 | 4.8  | (<7.1) |
| 09       | 1 de diciembre de 2010  | 4.8  | (<7.1) |
| 10       | 2 de diciembre de 2010  | 4.8  | (<7.1) |
| 11       | 8 de diciembre de 2010  | 4.8  | (<7.1) |
| 12       | 9 de diciembre de 2010  | 4.8  | (<7.1) |
| 13       | 15 de diciembre de 2010 | 4.8  | (<7.1) |
| 14       | 16 de diciembre de 2010 | 4.8  | (<7.1) |
| 15       | 22 de diciembre de 2010 | 4.8  | (<7.1) |
| 16       | 23 de diciembre de 2010 | 4.8  | (<7.1) |
| Promedio | Promedio                | 6.8% | -      |

Fuente: TNS Media Korea

## Premios
- 2010 MBC Drama Awards: Premio Mejor Actor Revelación: Lee Sang Yoon
- 2010 MBC Drama Awards: Premio PD - Drama: Oh Kyung Hoon (Director)

- Datos: Q3541419